# Comin-Yanga (département)
Pour les articles homonymes, voir Yanga.
Comin-Yanga est un département et une commune rurale du Burkina Faso, situé dans la province du Koulpélogo et la région Centre-Est. En 2012, le département comptait 40 832 habitants.

## Villages
Le département comprend un village chef-lieu (données de population actualisées en 2012) :
- Comin-Yanga (5 718 habitants)

et 34 autres villages :
- Baglenga (306 habitants)
- Balboudi (297 habitants)
- Bangoghin (204 habitants)
- Coéwinga (473 habitants)
- Dogtenga-1 (1 533 habitants)
- Dogtenga-2 (740 habitants)
- Gagaré (2 184 habitants)
- Gaonghin (405 habitants)
- Kakati (3 057 habitants)
- Kamdiokin (1 073 habitants)
- Karmé (489 habitants)
- Kiougou-Douré (636 habitants)
- Kiougou-Kandaga (1 732 habitants)
- Kiougou-Namounou (187 habitants)
- Kisbouga (1 008 habitants)
- Kohogo (1 133 habitants)
- Kohogo-Peulh (27 habitants)
- Kolanga (1 023 habitants)
- Konzéogo-Bangané (89 habitants)
- Konzéogo-Sambila (1 110 habitants)
- Konzéogo-Yalgo (593 habitants)
- Lamiougou (1 688 habitants)
- Moaga (133 habitants)
- Pilédé (535 habitants)
- Pognankoudougou-Rabogo (268 habitants)
- Sabrado (733 habitants)
- Sakango (2 072 habitants)
- Sakidissi (156 habitants)
- Sougoudi (340 habitants)
- Tanziéga (294 habitants)
- Tiré (494 habitants)
- Vohogdin (8 082 habitants)
- Youtenga (414 habitants)
- Zonghin (2 185 habitants)